# Biến cố Bắc Kỳ (1873)
Sau khi thành Hà Nội thất thủ, triều đình Huế phản kháng mạnh mẽ việc đại úy Garnier bất ngờ đánh thành Hà Nội. Các quan lại và binh lính triều đình cũng nhận được lệnh chuẩn bị đối phó với quân Pháp. Để đáp lại, Garnier cho quân đánh các tỉnh xung quanh Hà Nội để thực hiện việc bình định Bắc Kỳ như một việc đã rồi.

## Phản ứng của phía Việt Nam

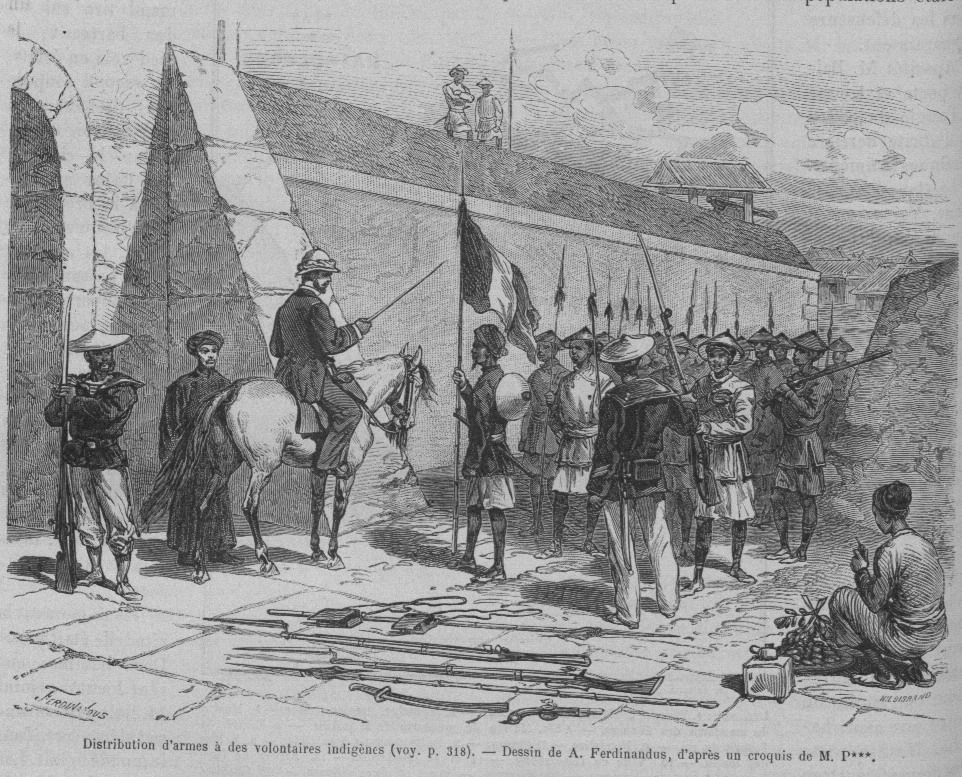
Quân Pháp phát vũ khí cho lính mộ tình nguyện bản xứ

Triều đình Huế sức cho đoàn sứ Đại Nam đang thương nghị ở Sài Gòn phản kháng hành động chiếm thành của F.Garnier ở Bắc Kỳ, yêu cầu thống đốc Dupré ra lệnh cho Francis Garnier rút quân và thuộc hạ ra khỏi thành Hà Nội, đồng thời sai chưởng vệ Phan Đề làm đề đốc, Nguyễn Trọng Hợp làm tán lý cùng với Bùi Ấn Niên làm khâm phái, với 1.000 quân từ Huế và Nghệ An thẳng tiến ra Bắc tăng cường để chống với quân Pháp. Triều đình cũng ra lệnh cho các quan đầu tỉnh ở các khu vực trọng yếu phải đóng cọc nhọn xuống các lòng sông ăn thông với sông Hồng để ngăn chận tàu thuyền của đối phương.
Vua Tự Đức và triều đình Huế cũng sai Trần Đình Túc, Trương Gia Hội cùng với hai giáo sĩ Gia Tô là giám mục Sovier, linh mục Danzelger ra Hà Nội điều đình với Garnier. Các khâm phái, khâm mạng, các quan cũ ở Hà Nội đều bị cách chức chờ đợi xử phạt.
Vào khoảng 10 giờ, tàn binh của triều đình tập hợp trở lại ở Phủ Hoài cách thành Hà Nội vài cây số về hướng Tây để chuẩn bị phản công nhưng bị quân binh của phó thuyền trưởng Bain truy kích cho nên phải bỏ thành chạy thoát thân. Quân Trung Quốc đi theo J.Dupuis lợi dụng thời cơ trong lúc tình hình trận chiến vừa mới chấm dứt đã bắt đầu có những hành động tẩu tán tài sản công cộng và phá phách dân chúng .

## Lực lượng Pháp
Ngoài số thuộc hạ của Jean Dupuis, số binh sĩ theo Garnier ra Bắc Kỳ bao gồm:
- Đoàn tàu rời cảng Sài Gòn ngày 11 tháng 10 năm 1873 gồm: Pháo hạm l'Arc, lực lượng hộ tống thứ nhất đi Hà Nội với F.Garnier gồm có 78 người, trong đó có 30 lính hải quân đánh bộ biệt phái, đoàn tham mưu gồm có phó hạm trưởng Esmez, y sĩ hải quân Chédan, chỉ huy hải quân đánh bộ biệt phái thiếu úy de Trentinian, phụ tá văn thư hạ sĩ Lassere. Tàu Fleurus chở 51 người, trong số nầy có khoảng 10 người bản xứ Nam Kỳ. Tất cả thành phần nhân sự và vũ khí ở trên do tuần thám hạm D'Estrées chuyên chở.
- Lực lượng hộ tống thứ nhì gồm có 61 xạ thủ và pháo thủ được chở trên tàu Decrès dưới quyền chỉ huy của phó hạm trưởng Bain de Coquerie, cùng với hai phụ tá là chuẩn úy Hautefeuille và Perrin, y sĩ tàu là Dubut. Thủy thủ đoàn tàu hạm L'Espingole bao gồm 7 người An Nam do phó hạm trưởng Adrien-Paul Balny d'Avricourt chỉ huy, một kỹ sư máy hơi nước là Bouillet và y sĩ Hardmand [2][3]. Tổng cộng cả binh lính và thủy binh, đợt một quân Pháp có 83 lính, đợt hai có 88 lính ra Hà Nội.

## Hoạt động của quân Pháp
Garnier chiếm lấy điện Kính Thiên trong thành Hà Nội làm tổng hành dinh để bắt đầu ngay việc sắp xếp giữ thành và cai trị, dán cáo thị trấn an dân chúng. Các cổng vào thành Hà Nội đều đóng kín và có đặt chướng ngại vật, ngoại trừ cửa phía Đông giao cho binh sĩ người Pháp coi giữ và kiểcử phó thuyền trưởng Adrien-Paul Balny d'Avricourt đưa thuyền chiến l'Espignole cùng với 15 lính hải quân đánh bộ do chuẩn úy Trentinian chỉ huy và y sĩ Harmand đi tuần thám các cửa sông.
Toán quân này khởi hành từ 23 tháng 11 năm 1873 (tức ngày 4 tháng 10 âm lịch) để bắt các quan binh triều đình ở các tỉnh thành Bắc Kỳ phải quy hàng và phá bỏ mọi chướng ngại vật trên các lòng sông. Mục tiêu trước tiên của họ là uy hiếp thành Hưng Yên, rồi tiếp đến là đánh chiếm Phủ Lý ngày 26 tháng 11, rồi đặt một người tên Lê Văn Bá cầm quyền cai trị cùng với đội dân vệ người An Nam do quân Pháp tuyển mộ. Trong khi đó thì Garnier đưa quân đi chiếm đóng vùng phụ cận Gia Lâm ở phía tả ngạn sông Hồng, lo bảo đảm an ninh tuyến đường Hà Nội-Phủ Lý.

### Hạ thành Hải Dương
Để duy trì đường thông thương ra biển và kiểm soát đường cái quan Hà Nội - Huế, Garnier lại cử thuyền trưởng Adrien-Paul Balny d'Avricourt đi Hải Dương và Ninh Bình. Tổng đốc Hải Dương từ chối không chịu xuống thuyền chiến Espignole để gặp Balny. Quân Pháp đổ bộ lên bờ, quan binh trong thành kháng cự mạnh nhưng không gây được thiệt hại nào cho đối phương. Quân Pháp tiếp tục công thành, cửa thành bị vỡ, quân trong thành rút chạy, thành Hải Dương bị mất vào tay quân Pháp chỉ trong vòng hơn một tiếng đồng hồ giao tranh giữa hai bên.
Đổng suất quân vụ Lê Hữu Thương, Tổng đốc Hải Dương Đặng Xuân Bảng, Bố chánh Nguyễn Hữu Chánh bỏ thành chạy ra huyện Gia Lộc và Cẩm Giàng. Quân Pháp phá hủy, đốt hết binh trại trong thành, chiếm đoạt kho lương và tiền bạc rồi đặt chuẩn úy de Tritinian và 15 lính thủy bộ ở lại giữ thành, tổ chức việc cai trị, mộ thêm lính bản xứ địa phương để phòng giữ an ninh.

### Hạ thành Ninh Bình

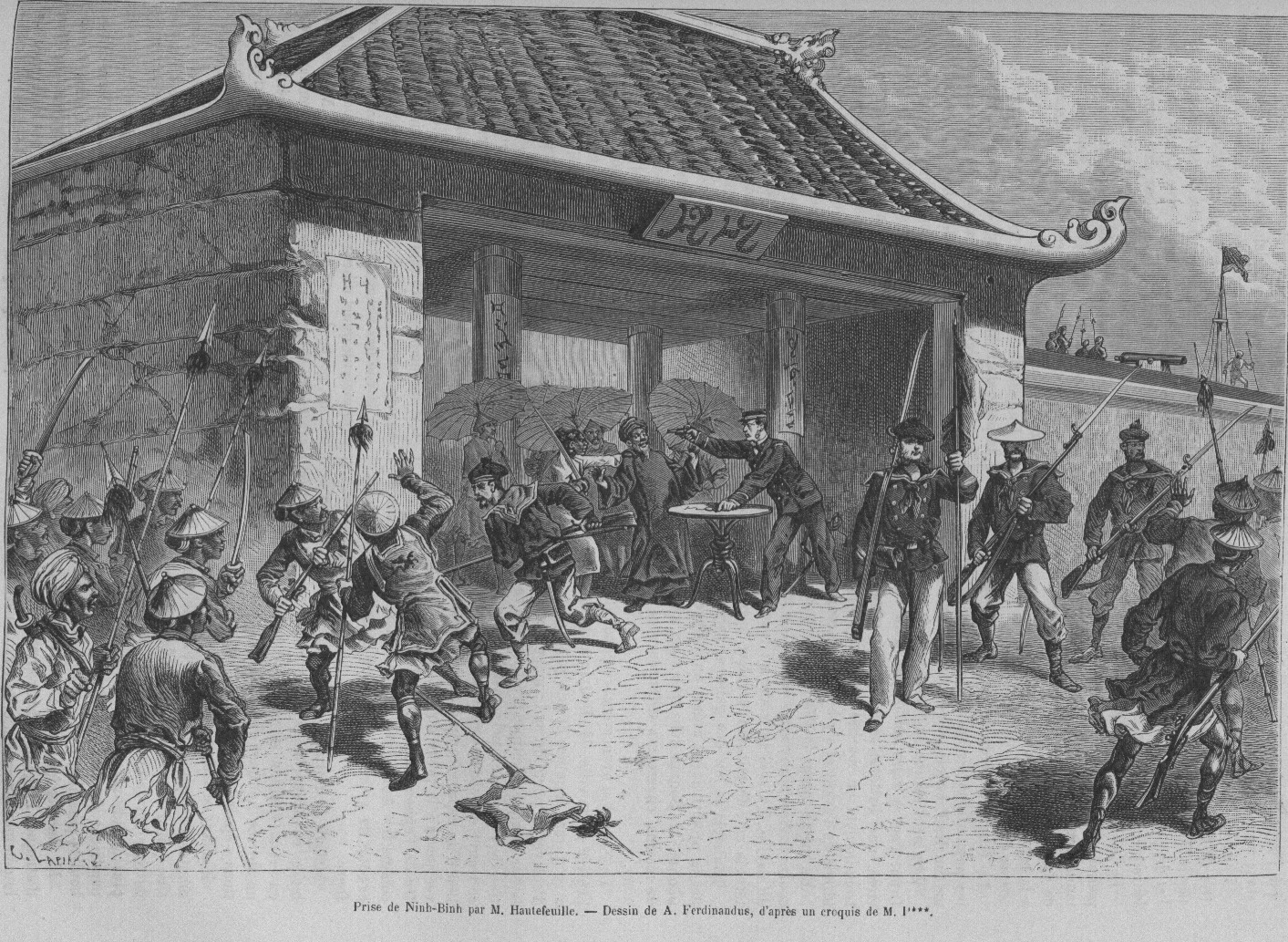
Quân Pháp hạ thành Ninh Bình

Đinh ninh toán binh sĩ của Balny vẫn còn ở Phủ Lý, Garnier sai chuẩn úy Hautefeuille với một tàu nhỏ máy hơi nước với 8 thủy thủ và 2 lính dân vệ người An Nam tăng cường để Balny chuẩn bị tiến chiếm thành Hải Dương.
Khi đến Phủ Lý thì Hautefeuille hay tin thành Hải Dương đã bị toán quân của Balny chiếm, nên 5 tháng 12 Hautefeuille theo dòng sông Đáy chạy tàu ra Kẻ Sở để phá bỏ các chướng ngại vật, cũng như đưa toán lính đi theo của mình lên bờ sông để giải tán rất nhiều dân phu do quan lại địa phương bắt đi đắp lũy, làm bè tre hỏa công, đóng cọc nhằm ngăn chận quân Pháp vượt qua sông. Một phó lãnh binh điều khiển nhóm dân phu lao dịch bị Hautefeuille bắt giữ nhưng rồi được tha ngay sau đó. Sáng sớm ngày 5 tháng 12 năm 1873 (16 tháng 10 âm lịch năm Quý Dậu), tàu của Hautefeuille đến trước thành Ninh Bình, bắn hai phát trọng pháo vào thành rồi chờ đợi trời sáng và phản ứng của quân trú thành.
Quân trú phòng xuất hiện rất đông trên bờ thành. Dân quân tự vệ chuẩn bị chèo ghe ra bao vây tàu máy của Hautefeuille nhưng bị giải tán ngaỵ. Hautefeuille dẫn quân nhảy lên bờ tiến đến cổng thành. Các ụ công sự trước cổng thành đã bị bỏ trống không có người chống giữ. Dân quân tự vệ ào ra bao vây toán quân của Hautefeuille nhưng e sợ không dám tấn công. Quân Pháp bắn đại bác từ tàu hơi nước lên bờ giải tán nhóm dân quân. Hautefeuille vượt nhanh qua cầu trước cổng thành. Tuần phủ Nguyễn Vũ đang đứng dưới lọng che trong nhà tiếp khách bên ngoài vòng thành để đón Hautefeuille nhưng bị Hautefeuille xông tới bắt làm con tin để quân Pháp vào thành một cách an toàn và bắt trói tất cả các quan chức trong thành, thành Ninh Bình với 1.700 quân thất thủ.
Ngày 09 tháng 12 dl 1873, F. Garnier rời Hà Nội đi tàu Scorpion với 40 quân binh và thủy thủ đoàn, kéo theo một thuyền buồm chuyên chở đạn dược tới Ninh Bình vào buổi chiều, vào thành Ninh Bình khen ngợi Hautefeuille, sắp xếp để lại cho Hautefeuille 10 bộ binh thay cho 7 thủy thủ cũ để giữ thành Ninh Bình.

### Hạ thành Nam Định

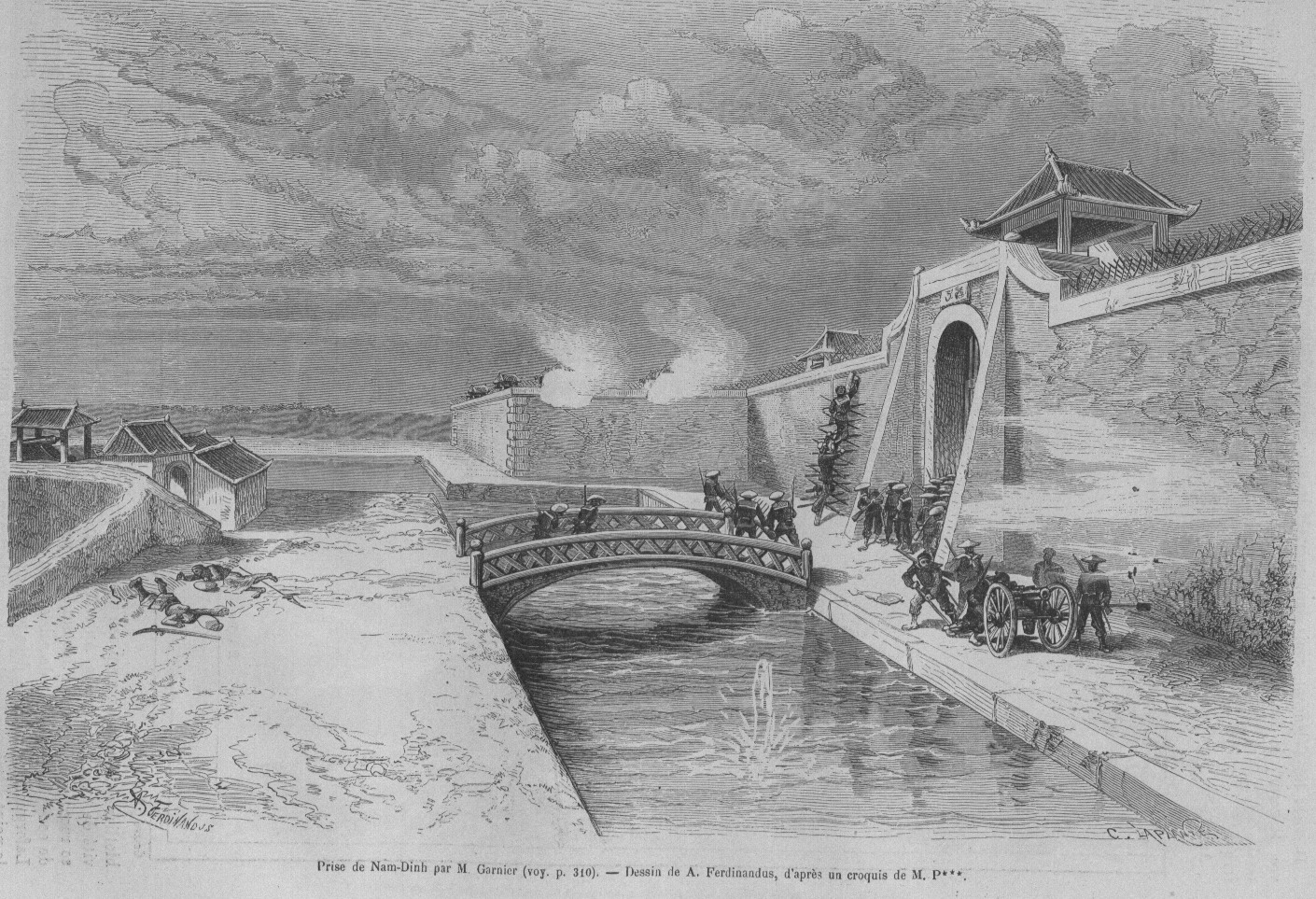
Garnier và quân Pháp trèo lên mặt thành Nam Định

Ngày hôm sau 10 tháng 12 năm 1873, Garnier thẳng tiến xuống Nam Định. Vào lúc 9 giờ sáng, tàu chiến Scorpion tới một khuỷu sông gần thành Nam Định thì rơi vào ổ phục kích của quân An Nam nhưng không bị thiệt hại nào đáng kể. Đồng thời đạn đại pháo từ trong thành bắn ra nhưng hầu hết đều không trúng được tàu chiến Scorpion. Nhiều thủy thủ leo lên cột buồm tàu bắn trả khiến cho tiếng súng trong thành và từ các ổ phục kích phải chấm dứt. Toán của Bouxin gồm có 15 binh sĩ và một khẩu trọng pháo đổ bộ lên bờ để dụ quân trú phòng kéo tới phòng thủ cổng thành phía Nam, nhưng quân binh trên thành chống trả mạnh khiến cho toán quân Bouxin không thể tiến lên. Trước tình hình đó Garnier đích thân dẫn đầu một toán 15 binh sĩ đổ bộ lên bờ trước cửa thành phía Đông, trong khi một toán khác do Bouillet chỉ huy đổ bộ vào phố thị buôn bán của tỉnh Nam Định và ngăn ngừa quân An Nam tấn công đường rút lui toán quân của Bouxin.
Trước cổng thành phía Đông, Garnier dùng đại bác bắn phá cửa thành nhưng đại bác lại bị hỏng sau ba phát đạn. Garnier liền dùng một trong các bọ ngựa dùng làm chướng ngại vật chận ngang cầu trước cổng vào thành để làm thang trèo vào bên trong. Garnier dẫn đầu leo lên bờ thành, quân lính trong thành hoảng sợ rút lui tìm đường chạy trốn về phía cổng thành phía Nam. Thành Nam Định bị mất.

## Trận Cầu Giấy

Garnier bị Quân cờ đen phục kích giết chết

Ngay sau khi thành Hà Nội thất thủ, triều đình Huế phái Trần Đình Túc, Trương Gia Hội cùng hai giáo sĩ Gia Tô là Sohier và Danzelger ra Hà Nội để điều đình với Garnier nhưng Garnier đã cho quân binh đánh chiếm thêm nhiều nơi khác ở Bắc Kỳ. Hà Nội, Hải Dương, Ninh Bình, Nam Định nối nhau thất thủ. Tự Đức liền khiến Tam Tuyên tổng thống Hoàng Tá Viêm sung tiết chế Bắc Kỳ quân vụ và tham tán Tôn Thất Thuyết đem theo 1.000 quân đến đóng ở phủ Từ Sơn tỉnh Bắc Ninh lo việc phòng ngự. Tuy nhiên, quân tăng phái triều đình ra đến Thanh Hóa thì phải ngưng lại vì thành Ninh Bình đã bị quân Pháp đánh chiếm.
Trong khi Garnier đánh chiếm thành Nam Định thì ở Sơn Tây Quân Cờ Đen do Lưu Vĩnh Phúc chỉ huy hoạt động mạnh và đánh chiếm lại đồn phòng thủ của quân Pháp ở Phủ Hoài và nhiều tiền đồn ở sát Hà Nội chỉ vài cây số. Garnier phải cử tàu Scorpion chở 15 lính tăng viện cho Bain de la Coquerie và ngay sau đó tàu này phải ra cửa Cấm chờ tàu Decrès chở quân tăng viện từ Sài Gòn gởi ra.
Ngày 18 tháng 12 năm 1873, sau khi cử y sĩ Harmand giữ chức quản trị quân sự cùng với 25 lính thủy giữ thành Nam Định, Garnier quay trở về Hà Nội để dự trù một cuộc hành quân phản công ở Phủ Hoài vào ngày 21 tháng 12 năm 1873. Tuy nhiên, vào buổi chiều ngày 19 tháng 12 năm 1873, Garnier phải đón tiếp đoàn thương nghị của triều đình Huế do Trần Đình Túc, Trương Gia Hội cầm đầu cùng với 2 giáo sĩ Gia Tô. Garnier liền niêm yết cáo thị tạm ngừng chiến để thương nghị tìm giải pháp hòa bình.
Tới ngày 21 tháng 12, Garnier đang ngồi nghị bàn với phái đoàn của triều đình Huế thì được khẩn báo là quân binh triều đình cùng với quân Cờ đen ở Sơn Tây phối hợp đang tiến đến công thành Hà Nội. Garnier dẫn một toán quân ra chặn đánh, nhưng bị giết chết tại Cầu Giấy

## Đoạn kết
Việc Thiếu tướng Dupré sai đại úy Francis Garnier ra Bắc Kỳ không phải là chủ trương của chính phủ Pháp, bởi vậy khi được tin đại úy Garnier đã đánh chiếm Hà Nội, thiếu tướng liền sai hải quân đại úy, khiêm chức thống soái việc hình luật ở Nam Kỳ, là Philastre (phiên âm là Hoắc-đạo-sinh) cùng với phó sứ An Nam là Nguyễn Văn Tường ra điều đình mọi việc ở Bắc Kỳ. Tuy nhiên mới đến cửa Cấm thì Philastre và Nguyễn Văn Tường mới biết rằng đại úy Francis Garnier đã bị quân cờ đen giết.
Trước tình hình ấy, Philastre lên Hải Dương truyền trả thành lại cho phía Việt Nam, rồi lên Hà Nội làm giao ước trả lại cả bốn thành cho quan triều đình coi giữ. Còn những tàu bè và quân lính của Pháp ở các tỉnh thì thu cả về Hà Nội, rồi định ngày rút quân ra đóng ở Hải Phòng, đợi đến ngày ký Hòa ước xong thì rút về.
Giám mục Puginier phản đối việc đại úy Philastre cho rút quân tức tốc và vô điều kiện vì sợ giáo dân và những người được coi là thân Pháp, bất kể lương hay giáo, đã nhận phục vụ Pháp do tin vào lời hứa của Garnier, sẽ bị trả thù. Tuy nhiên, đại úy Philastre không nghe theo. Ngay sau khi người Pháp ra đi, các cuộc sát hại bắt đầu diễn ra trong khắp châu thổ Bắc kỳ kéo dài suốt mấy tháng, gọi là "loạn Văn thân", cho đến khi triều đình Huế phải cử quân chính quy tới dẹp tan.